# 카를로 내시
카를로 제임스 내시(Carlo James Nash, 1973년 9월 13일, 잉글랜드 볼턴 ~ )는 잉글랜드 출신의 전 프로 축구 선수로 현역 시절 포지션은 골키퍼였다.